# Hinotori

Hinotori / Astro-A

Hinotori (chamado de Astro-A antes do lançamento) foi um satélite artificial japonês que funcionou como observatório espacial dedicado ao estudo do Sol. Foi lançado em 21 de fevereiro de 1981 por um foguete MU a partir do Centro Espacial de Uchinoura (antes conhecido como Centro Espacial de Kagoshima), localizado em Kagoshima.

## Características
O Hinotori foi dedicado ao estudo das erupções solares durante o máximo solar através de raios X. Seus objetivos eram fotografar as erupções solares na faixa de energia entre 10 e 40 keV através da modulação perto de colimadores rotativos e fazer espectroscopia das linhas de emissão de raios X de ferro altamente ionizado no intervalo de 1,7 a 2,0 Angstrom utilizando um espectrômetro de Bragg.
O Hinotori tinha também três monitores de raios X que registravam o perfil temporal e o espectro das erupções solares na faixa entre 2 e 20 keV, e um detector de explosões de raios gama (intervalo de energias entre 0,9 e 9,0 MeV), um detector de partículas para observar o fluxo de elétrons acima de 100 keV e sondas de plasma para a medição de densidade e temperatura de elétrons.

## Resultados
O Hinotori foi pioneiro na observação de erupções solares através de raios X duros. Encontrou um novo tipo de erupção que emite raios X duros térmicos com uma forte emissão de Fe XXVI.
O Hinotori observou também quatro explosões de raios gama entre fevereiro de 1981 e junho de 1982: uma em 21 de julho de 1981, de 6 segundos de duração; outra em 21 de fevereiro de 1982, de 16 segundos; em 26 de fevereiro de 1982, de 32 segundos; e outra 13 de março do mesmo ano, com uma duração de 80 segundos. Dos quatro confrontos, o de 21 de fevereiro e de 21 de julho também foram detectados pelo PVO, o primeiro também pelas sondas International Cometary Explorer e SMM, o terceiro pela Venera 14 e o quarto pela Venera 13, Venera 14 e SMM.
Durante o ciclo solar 21, as explosões em raios gama observados pelo Hinotori e SMM mostraram uma periodicidade de entre 152 e 158 dias. A análise dos espectros de potência das áreas de manchas solares para o período entre 1980 e 1982 mostram um pico cerca de 159 dias, semelhante ao das erupções gama acima de 300 keV, das de raios X (152 dias), as de raios X duros (158 dias) acima de 30 keV, os dados de erupções de hidrogênio alfa, e as erupções em micro-ondas (152 dias) para o período entre 1966-1983, mas não mostram periodicidade no número de manchas, o que indica que as áreas de manchas devem poder ser utilizadas como indicadores da atividade solar, em vez de usar o número de manchas solares.
O Hinotori observou oito erupções solares em raios gama entre abril de 1981 e junho de 1982 que continham linhas a 2,22 MeV e 4,44 MeV produzidas por aceleração de partículas em que o espectro de energia não variava muito de erupção a erupção.